# Елизабет Тереза Лотарингска
Елизабет Тереза Лотарингска (на немски: Elisabeth Therese von Lothringen) е херцогиня от Лотарингия и чрез женитба кралица на Сардиния (1737 – 1741). Сестра е на бъдещия император Франц I Стефан (1708 – 1765).

## Биография
Родена е на 15 октомври 1711 година в Люневил, Франция. Дъщеря е на херцог Леополд Лотарингски (1679 – 1729) и съпругата му Елизабет Шарлота Бурбон-Орлеанска (1676 – 1744), дъщеря на херцог Филип I Орлеански и Лизелота фон Пфалц. Внучка е на херцог Карл V и Елеонора Мария Йозефа, дъщеря на император Фердинанд III и племенница на френския крал Луи XIV.
Елизабет Тереза се омъжва на 5 март 1737 г. в Люневил за Карл-Емануил III Савойски (1701 – 1773), крал на Сардиния-Пиемонт (1730 – 1773), син на крал Виктор Амадей II и братовчед на майка ѝ. Тя е третата му съпруга.
Кралица Елизабет Тереза умира на 3 юли 1741 в Торино, Италия на 29 години след раждането на най-малкия си син. Погребана е първо в катедралата Св. Джовани Батиста в Торино и е преместена през 1786 г. в базиликата Суперга в Торино.

## Деца
- Карл Франциск (1738 – 1745), херцог на Аоста
- Мария Виктория (1740 – 1742), принцеса на Савоя
- Бенедикт Маврикий (1741 – 1808), херцог на Шабле, ∞ 19 март 1775 своята племенница Мария Анна Савойска (1757 – 1824), дъщеря на сардинския крал Виктор-Амадей III.

- Елизабет Тереза Лотарингска